# كريم سي
كريم سي (بالفرنسية: Karim Sy)‏ هو رائد أعمال سنغالي، ولد في 1971.